# Tantoyuca (municipalité)
La municipalité de Tantoyuca est l'une des 212 municipalités de l'État de Veracruz, et est située dans la partie nord de cet État. Située à l'ouest du golfe du Mexique, elle appartient au bassin versant du fleuve Río Pánuco, et se trouve sur les piémonts de la chaîne de montagnes de la Sierra Madre orientale. Son chef-lieu est la ville éponyme de Tantoyuca. Elle dépend de la région Huasteca Alta, du nom du peuple des Huaxtèques qui y est établi, et est une des 10 subdivisions administratives de l'État de Veracruz.

## Géographie

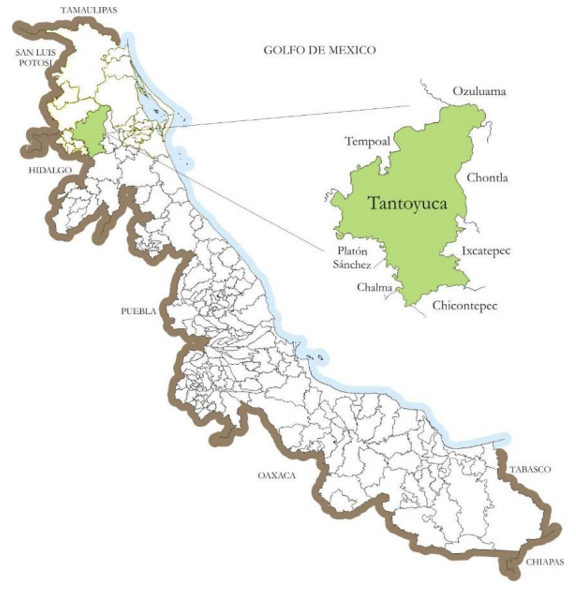
Limites de la municipalité de Tantoyuca

La municipalité de Tantoyuca se trouve dans la partie sud-est du bassin versant du fleuve Río Pánuco, et est bordée à l'ouest par l'un de ses affluents, le Río Tempoal, qui prend plus au sud le nom de Río Calabozo. Établie sur les piémonts de la chaîne de montagnes de la Sierra Madre orientale, son altitude oscille entre 10 et 300 mètres. Son chef-lieu, la ville éponyme de Tantoyuca, se trouve dans la partie sud-ouest de son territoire. Ce territoire couvre une superficie de 1303,25 km² et était peuplé en 2020 de 99 959 habitants.
Cette municipalité est limitrophe au nord de celles d'Ozuluama de Mascareñas et de Tempoal, au sud-ouest de celles de Platón Sánchez et de Chalma, puis, dans l'État d'Hidalgo, de celle de Huautla, au sud, dans l'État de Veracruz, de celle de Chicontepec, et à l'est de celles d'Ixcatepec et de Chontla.

## Composition et démographie
La municipalité était composée en 2010 de 626 localités.
| Localité      | Population |
| ------------- | ---------- |
| Tantoyuca     | 28 155     |
| San Sebastián | 1 287      |
| El Lindero    | 1 139      |
| Ixcanelco     | 867        |

En plus de l'espagnol, plusieurs langues amérindiennes sont parlées dans la municipalité, dont les principales sont par ordre d'importance : le huastèque et dans une moindre mesure le nahuatl.

## Histoire
Durant la conquête espagnole, la localité de Tantoyuca dépend de la ville de Metlatepec, aujourd'hui localité de la municipalité de Huautla, dans l'État de Hidalgo. Durant la même période est fondé le couvent de Santiago Apóstol (Saint-Jacques) dans la localité de Tantoyuca, aujourd'hui église paroissiale de la ville.
Par un décret de 1901, Tantoyuca reçoit le statut de ville (ciudad).